# Nervonska kiselina
Nervonska kiselina je mononezasićena omega-9 masna kiselina. Utvrđeno je da je nervonska kiselina važna u biosintezi mijelina nervnih ćelija. Ona je prisutana u sfingolipidima bele materije ljudskog mozga.
Nervonska kiselina se koristi u tretmanu poremećaja uzrokovanih demijelinacijom, kao što su adrenoleukodistrofija i multipla skleroza gde postoji snižen nivo nervonske kiseline u sfingolipidima.

## Literatura
- Appelqvist (1976).  Vaughan JG, Macleod AJ, ур. Lipids in Cruciferae., The biology and the Chemistry of Cruciferae. Academic Press, London, UK, pp. 221–277.
- Sargent JR, Coupland K, Wilson R (1994). „Nervonic Acid and Demyelinating Disease”. Medical Hypothesese. 42: 237—242..